# Лицар доріг (телесеріал, 1982)
«Лицар доріг» або «Мандрівний лицар» (англ. Knight Rider) — науково-фантастичний американський телесеріал про пригоди колишнього поліцейського і його напарника, машини з штучним інтелектом. Серіал став досить популярний, і навіть в даний час має безліч шанувальників у всьому світі (в тому числі і в країнах колишнього СРСР).

## Сюжет
Серіал оповідає про Майкла Найта (англ. Michael Knight), який разом з машиною на ім'я «Кітті» (англ. KITT то є
Knight Industries Two Thousand), яка наділена штучним розумом і обладнана за останнім словом техніки, працює на «Фонд за Закон і Правопорядок» (англ. Foundation for Law And Government, FLAG), приватну організацію, засновану вмираючим філантропом Вілтоном Найтом і його другом Девоном Майлзом для боротьби зі злочинністю.

## Основні персонажі

### Майкл Найт
Майкл Найт (англ. Michael Knight), раніше відомий як Майкл Артур Лонг (англ. Michael Arthur Long) — один з головних героїв серіалу, колишній поліцейський, служив в армії США під час війни у В'єтнамі, де йому в череп була імплантована металева пластина. Під час служби в поліції його зраджують, він отримує смертельні поранення в голову, деформовані металеву пластину і викликали незворотні зміни особи. У такому стані його знаходить «Фонд Закон і Правопорядок» під командуванням Вілтона Найта. Фонд оголошує, що Майкл загинув, насправді роблячи Майклу ряд складних пластичних операцій з відновлення обличчя, рятуючи йому життя. Після пластичної операції Майкл Лонг бере ім'я Майкл Найт, визнаючи себе прийомним сином вмираючого Вілтона Найта, який дійсно стає йому як батько. Разом з розумним автомобілем на ім'я Кітт (абревіатура від англ. KITT - Knight Industries Two Thousand / Knight Industries 2000) Майкл починає нове життя, продовжуючи справу Вілтона.
Зазвичай нове завдання Майклу дає новий директор Фонду, друг Вілтона Найта Девон Майлз. Майкл Найт намагається уникати насильства і не використовує вогнепальну зброю. Крім того, він дуже любить молодих і красивих дівчат, ніколи не відмовляючи їм у допомозі.
Роль Майкла Найта виконав актор Девід Хассельхофф. У другому сезоні серіалу він зіграв також рідного сина Вілтона Найта, Гарта. Вілтон Найт, вважаючи, що його син, який сидів у той час в африканській в'язниці, навряд чи коли-небудь вийде на свободу, попросив хірургів Фонду зробити Майклу його обличчя.

### Кітті

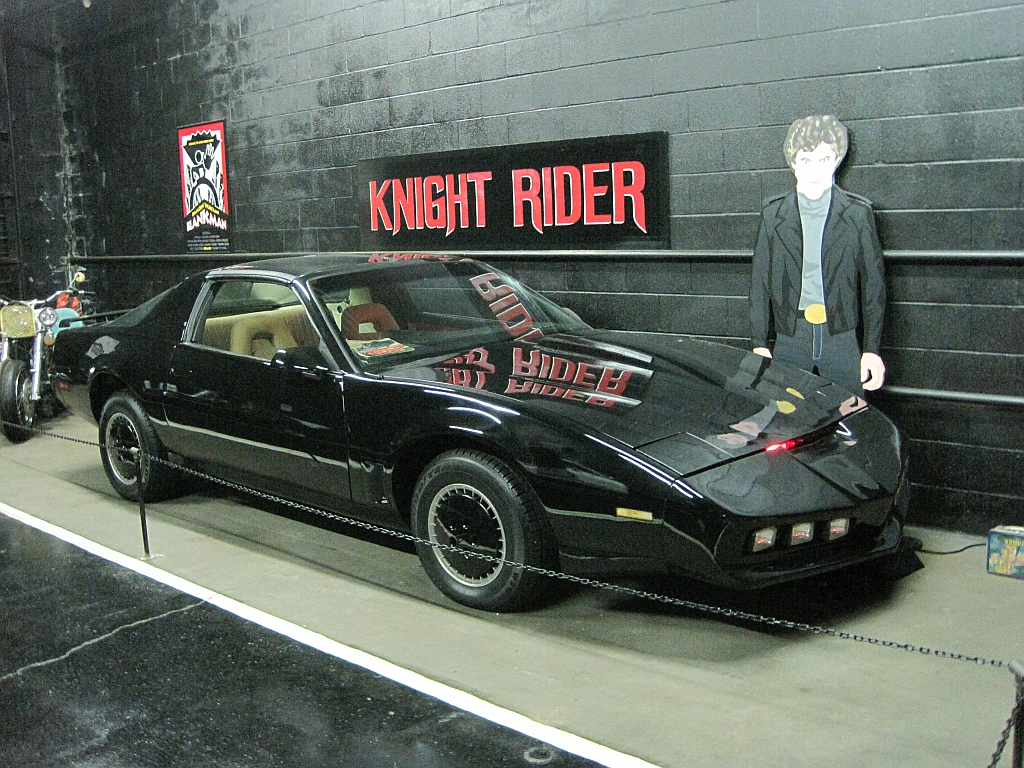
KITT в музеї кіноавтомобілів у місті Джексон

Кітті — (англ. KITT - Knight Industries Two Thousand / Knight Industries 2000) — другий головний герой серіалу. Автомобіль  Pontiac Firebird Trans Am , який може не тільки їздити в автоматичному режимі, розвивати швидкість до 300 миль на годину (близько 480 км / год), але і має вельми розвинений інтелект для машини, часто відповідаючи Майклу саркастичними дотепами. Його корпус укріплений спеціальним надміцним молекулярним щитом, розробленим Фондом. Таким чином Кітт практично невразливий для сучасних видів зброї.
Крім того, у нього є інші спеціальні можливості, наприклад «Турбо-прискорювач» (англ. Turbo Boost), який дозволяє перелітати через різні перешкоди, можливість контролювати практично всі електронні пристрої на відстані, плавати по поверхні води (2 сезон 6-я серія (потім був знятий)).
В епізоді «Knight of the Juggernaut» Кітті руйнується величезною машиною-тараном, але Бонні, Арсі і механіки відновлюють його протягом 24 годин. Молекулярний щит відновити не вдається, але механіки додають «Надшвидкісний режим» (англ. Super Pursuit Mode), за допомогою якого Кітті тепер можеть розвивати швидкість понад 400 миль на годину (приблизно 640 км/год). Також вони встановили систему екстреного гальмування, що дозволяє за допомогою трьох відкидних стулок швидко скинути швидкість після виходу з «надшвидкісних режиму».
Головна відмінність Китта від серійного  Pontiac Trans Am  1982 року — «ніс» машини, який був перероблений, щоб встановити на автомобіль червоний сканер. Всього для зйомок у серіалі було зібрано 16 автомобілів, після закінчення зйомок цей автомобіль став власністю Девіда Хассельхоффа, а в 1992 у був проданий в приватну колекцію. Сьогодні цю машину можна побачити в музеї автомобілів  Cars of the Stars Motor Museum  в Англії. Оскільки серіал був надзвичайно популярний, шанувальники серіалу досі виготовляють у великій кількості копії Кітті.

## Інші персонажі

### Девон Майлз
Девон (англ. Devon Miles) — начальник Майкла і Китта. Зазвичай він з'являється на початку серії, даючи Майклу і Кітті завдання, і в кінці серії, підбиваючи підсумок виконаної роботи. Його консервативне британське виховання відіграє велику роль в його поведінці, а його манери, вихованість і дипломатичність допомагають йому виручати партнерів, коли тим загрожують неприємності. Був убитий у фільмі «Лицар доріг 2000».

### Бонні Барстоу
Бонні (англ. Bonnie Barstow) — головний механік команди в першому, третьому і четвертому сезонах. Її відносини з Майклом не цілком ясні, але, швидше за все, носять чисто дружній характер. Хоча іноді натякається на зворотне. Бонні в хороших відносинах з Кітті, хоча спочатку вона не вірила, що у нього свій розум.

### Ейпріл Кертіс
Ейпріл — головний механік команди у другому сезоні. Ребекка Голден була введена в серіал після звільнення Патрісії Макферсон в кінці першого сезону, але у відповідь на негативну реакцію фанатів Макферсон була повернута. Відносини Ейпріл і Майкла були в основному ідентичні відносинам Майкла з Бонні.

### Арсі
Реджинальд Корнеліус-третій, або Арсі для стислості (англ. Reginald Cornelius III / RC) з'являється в четвертому сезоні. Він — джерело різних ідей і активний помічник Майкла. Іноді Арсі рятує його, а й його самого періодично доводиться виручати.

## Вороги
У кожній серії у працівників Фонду зазвичай з'являються нові вороги. Героям доводилося стикатися з найманими вбивцями, терористами, психопатами, військовими і корупціонерами. Однак, як і в більшості подібних серіалів, у Фонду є кілька супротивників, які поверталися кілька разів.

### Гарт Найт
Гарт (англ. Garthe Knight) — єдиний рідний син Вілтона Найта і міжнародний злочинець. Гарт ненавидить Майкла, бо вважає, що його батько хотів замінити його Майклом. В епізоді «Голіаф» (англ. Goliath) Гарт будує величезну вантажівку, покриту спеціальним захисним шаром від Кітті, за допомогої якого планує знищити Кітта (аналогія з боротьбою Давидa і Голіафа), але команда Фонду знищує «Голіаф» і садить Гарту назад у в'язницю. Пізніше, в епізоді «Повернення Голіафа» (англ. Goliath Returns), соратниця Гарту Адріанна Марго (англ. Adrianne Margeaux) звільняє його з в'язниці за допомогою відновленого «Голіафа». Сюжетну лінію з Гартом вирішили не продовжувати, в першу чергу через особисте прохання Девіда Хассельхоффа.

### КАРР
КАРР ( Кібернетичний Автоматизований Розумний Робот ) (англ. KARR - Knight Automated Roving Robot) — дослідний зразок Кітті. Головним завданням каррі є самозбереження, а не порятунок людського життя, що робило його безжальним і небезпечним. Через це проєкт був заморожений до тих пір, поки не буде знайдено рішення проблеми. В епізоді «Довіра не іржавіє» (англ. Trust Does not Rust) КАРР активований двома вершками і вирішує розібратися зі своїм «жалюгідною подобою» — Кітті. КАРР більш наївний і має менше життєвого досвіду, ніж Кітті, що дозволяло деяким злочинцям використовувати його здібності в корисливих цілях. В кінці серії Майклу вдається перехитрити Карр, направивши на лобове зіткнення Кітті. Через програми самозбереження КАРР звертає убік, падає в обрив і вибухає.
На цьому історія з каррі повинна була закінчитися, але фанатам серіалу він настільки сподобався, що творцям фільму довелося його «відродити».
Так, крім епізоду «Довіра не іржавіє», КАРР з'явився в епізоді «Кітті проти КАРР» (3 сезон, 6 серія). Він став ще зліше і знову вирішує позбутися Кітті, але вже більш хитрим способом і з новим водієм — Джоном Стентоном. Завдяки наївності Джона КАРР швидко відновлюється, отримує лазер (після нападу на вантажівку Фонду) і виманює Майкла і Кітті до мосту на поєдинок. Карр вдається потрапити в Кітті і пошкодити його, проте Майкл активує високочастотні відбивачі і направляє черговий лазер в сканер Карр. Таким чином КАРР теж стає вразливим. У фінальній сцені Кітті і КАРР злітають і стикаються, Кітті вдається вижити, а КАРР розлітається на запчастини. Однак, в самому кінці епізоду показують зламаний бампер, а всередині нього, що подає сигнали, процесор, даючи глядачеві зрозуміти, що КАРР зовсім не загинув.
Крім серіалу КАРР з'являвся в комп'ютерній грі Knight rider: The game і Knight Rider 2.

### Адріанна Марго
З'являлася у другому сезоні, де змусила юного хакера зламати Кітті, після чого викрала його, але Майкл повернув свою машину і зловив Адріану. Пізніше з'явилася в епізоді «Повернення Голіафа», де звільнила Гарта Найта з в'язниці. Зла і підступна жінка, за даними Майкла і Кітті, їй десь під 30 років.

## Список серій

### Перший сезон (1982-83)
1. Knight of the Phoenix (1) (Лицар Фенікса) (26.09.82.)
2. Knight of the Phoenix (2) (Лицар Фенікса) (продовження) (26.09.82.)
3. Deadly Maneuvers (Смертельні маневри) (1.10.82.)
4. Good Day at White Rock (Славний деньок у білої скелі) (8.10.82.)
5. Slammin 'Sammy's Stunt Show Spectacular (Над сміливий спектакль ковзаючого Семмі) (22.10.82)
6. Just My Bill (Злощасний законопроєкт) (29.10.82.)
7. Not a Drop to Drink (Ні краплі води) (5.11.82.)
8. No Big Thing (Не довго думаючи) (12.11.82.)
9. Trust Does not Rust (За одним не заіржавіє) (19.11.82.)
10. Inside Out (Зсередини) (26.11.82.)
11. The Final Verdict (Остаточний вердикт) (3.12.82.)
12. A Plush Ride (Шикарна прогулянка) (10.12.82.)
13. Forget Me Not (Незабудка) (17.12.82.)
14. Hearts of Stone (Кам'яні серця) (14.01.83.)
15. Give Me Liberty … or Give Me Death (Якщо не Ліберті то вірна смерть) (21.01.83.)
16. The Topaz Connection (Проєкт Топаз) (28.01.83.)
17. A Nice, Indecent Little Town (Славний непорядна містечко) (18.02.83.)
18. Chariot of Gold (Золота колісниця) (25.02.83.)
19. White Bird (Білий птах) (4.03.83.)
20. Knight Moves (Найт в дорозі) (11.03.83.)
21. Nobody Does It Better (Один за все відповідає) (29.04.83.)
22. Short Notice (У терміновому порядку) (6.05.83.)

### Другий сезон (1983-84)
1. Goliath (1) Голіаф
2. Goliath (2) Голіаф (продовження)
3. Brother's Keeper (Брати по крові)
4. Merchants of Death (Торговці смертю)
5. Blind Spot (Сліпе пляма)
6. Return to Cadiz (Повернення в Кадіз)
7. K.I.T.T. the Cat (Кітті верхолаз)
8. Custom K.I.T.T. (Рідкісний екземпляр)
9. Soul Survivor (Вцілілий душею)
10. Ring of Fire (У вогняному кільці)
11. Knightmares (Кошмари Найта)
12. Silent Knight (Мовчазний лицар)
13. A Knight in Shining Armor (Лицар у блискучих обладунках)
14. Diamonds Are not a Girl's Best Friend (Брязкальця не іграшки)
15. White-Line Warriors (Бійці за справедливість)
16. Race For Life (Боротьба за життя)
17. Speed Demons (Демони швидкості)
18. Goliath Returns (1) Повернення Голіафа
19. Goliath Returns (2) Повернення Голіафа (продовження)
20. A Good Knight's Work (Славний подвиг лицаря)
21. Mouth of the Snake (Паща змії) (1)
22. Mouth of the Snake (Паща змії) (2)
23. Let It Be Me (Нехай ним стану я)
24. Big Iron (Важкий метал)

### Третій сезон (1984-85)
1. Knight of the Drones (Pt. 1) (Лицар пекельних машин, частина 1)
2. Knight of the Drones (Pt. 2) (Лицар пекельних машин, частина 2)
3. The Ice Bandits (Викрадачі діамантів)
4. Knight of the Fast Lane (Гонки за межею швидкості)
5. Halloween Knight (Свято нечистої сили)
6. K.I.T.T. vs. K.A.R.R. («Кітті» проти «каррі»)
7. The Rotten Apples (Гнилі яблучка)
8. Knight in Disgrace (Лицар в опалі)
9. Dead of Knight (Між життям і смертю)
10. Lost Knight (Лицар без коня)
11. Knight of the Chameleon (Лицар і хамелеон)
12. Custom Made Killer (Найманий вбивця)
13. Knight by a Nose (Справжній лицар)
14. Junk Yard Dog (Промислові покидьки)
15. Buy Out (Колективний підряд)
16. Knightlines (Найт і електроніка)
17. The Nineteenth Hole (19я Лунка)
18. Knight and Knerd (Найт і «лох»)
19. Ten Wheel Trouble (Біда на колесах)
20. Knight in Retreat (Лицар у притулку)
21. Knight Strike (Удар)
22. Circus Knights (Лицар цирку)

### Четвертий сезон (1985-86)
1. Knight of the Juggernaut 1 (Лицар проти Джаггернаута)
2. Knight of the Juggernaut 2 (Лицар проти Джаггернаута)
3. KITTnap (Викрадення Кітті)
4. Sky Knight (Операція «Вічний сон»)
5. Burial Ground (Бог вітру)
6. The Wrong Crowd (Погана компанія)
7. Knight Sting (Лицар завдає удар)
8. Many Happy Returns (Щасливого дня народження)
9. Knight Racer (Лицар гонок)
10. Knight Behind Bars (Вищий бал)
11. Knight Song (Пісня Найта)
12. The Scent of Roses (Запах троянд)
13. Killer K.I.T.T. (Кітті вбивця)
14. Out of the Woods (Небезпека позаду)
15. Deadly Knightshade (Смертельний номер)
16. Redemption of a Champion (Чесне ім'я чемпіона)
17. Knight of a Thousand Devils (Лицар тисячі кінських сил)
18. Hills of Fire (Гори у вогні)
19. Knight Flight to Freedom (Втеча)
20. Fright Knight (Лицар і привид)
21. Knight of the Rising Sun (Лицар Японії)
22. Voo Doo Knight (Вуу ду і Найт)

## Рімейки і продовження

### Фільми
Після закриття серіалу були зняті фільми: «Лицар доріг 2000» (англ. Knight Rider 2000), в якому Pontiac Banshee (англ.) замінює Pontiac Trans Am, і «Лицар доріг 2010» (англ. Knight Rider 2010), де головну роль автомобіля «грає» класичний Ford Mustang 1. Головну роль у фільмі «Лицар доріг 2000» грає все той же Девід Хассельхофф. Фільм «Лицар доріг 2010» дуже віддалено пов'язаний з сюжетом оригінального серіалу і фільму. Також в 2008 був представлений ще один «Лицар доріг», де головним героєм став син-тезка Майкла Найта.

### Лицарі правосуддя
В 1997 за мотивами «Лицаря доріг» був випущений серіал (т. Зв. Spin-off, відгалуження) Лицарі правосуддя (англ. Team Knight Rider, TKR), головними героями якого були машини" Звір (англ. «Beast») — всюдихід Ford F-150, «Данте» (англ. «Dante») — спортивний Ford Expedition, «Доміно» (англ. «Domino») — Ford Mustang, «Кет» і «Платон» («Kat» і «Plato») — два «близнюка» -мотоцікла, які об'єднуються в один транспорт (англ. «High Pursuit Vehicle»), а вантажівка організації ПРАПОР замінив військовий літак C5. У серіалі знімалися Брікстон Карнс, Христина Стіл, Кеті Треджізер та інші. Був закритий після першого сезону через низькі рейтинги.

## Релізи та покази
- Перший показ серіалу: з 26 вересня 1982 а по 8 серпня 1986 а на каналі NBC. В Північній Америці реліз серіалу на DVD відбувся: перший сезон — 3 серпня 2004, другий сезон — 12 квітня 2005, третій сезон — 31 січня 2006, четвертий сезон — 4 квітня 2006 а
- В 2006 році у Великій Британії було випущено повне DVD видання серіалу «Knight rider» в одній коробці.

## Тематичні товари
Було випущено величезну кількість різних товарів з тематикою «Лицаря доріг»: різні іграшкові моделі Китта, коробки для сніданків із зображеннями героїв серіалу і т. Д. Самі технологічні фігурки машини могли розмовляти, в них був детально відтворений інтер'єр салону і була фігурка Майкла Найта. Також різні фірми електроніки продавали набори, щоб до будь-якої моделі іграшкового Китта додати бігає червоний вогник.
В 1986 у вийшла перша комп'ютерна гра «Лицар доріг». У 1999 компанія Davilex випустила найвідомішу гру з цієї серії — «Knight Rider: The game». У ній гравець повинен виконати разом з Майклом і Кітті 15 завдань. В основному, вони складаються з переслідування злочинців і вирішення завдань, використовуючи весь багатий арсенал можливостей Китта. Також в 2004 році було випущено продовження гри — «Knight Rider 2: The game». У Росії дистриб'ютором ігор є компанія «1С».
У Японії в 2002—2004 роках був випущений іграшковий аналог вантажівки прапор в масштабі 1/28. У вересні 2006 року була проведена модель Китта з дистанційним управлінням в масштабі 1/15. Вона має бігає червоний сканер на «носі», голос Китта з серіалу і свистячий звук сканера, добре знайомий шанувальникам серіалу.
Кітті присутній в грі Back to the future: Hill Valley (мод для GTA Vice City), у версіях 0.2a, 0.2b, 0.2c, 0.2d і 0.2e (тільки як аддон, зроблений фанатами Knight Rider і Back To The Future).
Також для гри GTA Vice City є мод Knight Rider Mini Mod, що дозволяє викликати Кітті в будь-який час.
Також модель даного автомобіля (Pontiac Trans Am 1982) випускає фірма Hot Wheels Elite. Модель повністю повторює прототип, але вона має напливи фарби, що робить Pontiac більш заокругленим